# Microula floribunda
Microula floribunda är en strävbladig växtart som beskrevs av Wen Tsai Wang. Microula floribunda ingår i släktet Microula och familjen strävbladiga växter. Inga underarter finns listade i Catalogue of Life.